# Imetto
L'Imetto (in greco: Υμηττός) è un massiccio montuoso della Grecia, nell'Attica, a sudest di Atene.

## Toponimo
È conosciuta anche col nome di "Τρελλός" o di "Τρελοβούνι" (la montagna pazza), toponimo che probabilmente deriva della traduzione dalla deformazione veneziana "Il Matto".

## Descrizione
Il massiccio è esteso in lunghezza per 16 km: il punto più alto, il monte Evzonas, è a quota 1026 m. È pertanto la terza cima dell'Attica, in ordine decrescente di altezza, dopo il Parnete (Πάρνηθα, anticamente Πάρνης), e il Monte Pentelico (Πεντέλη; anticamente Πεντελικός).
L'Imetto era famoso nell'antichità per le cave di marmo e, soprattutto, per la bontà del suo miele di timo, tanto che espressioni quali "le api dell'Imetto" o il "miele dell'Imetto" son diventate proverbiali. 
Sul massiccio, in località Kaisarianī ("Καισαριανή"), si trova anche una delle foreste più estese di Atene.

## Mitologia
Luciano di Samosata scrive nel dialogo di Timone d'Atene che questi, alle pendici di Imetto, lanciava le sue invettive contro gli dèi . Nel dialogo Icaromenippo, l'«uomo sopra le nubi» si getta in volo dalla cima del massiccio, grazie a delle ali asportate da un'aquila e un avvoltoio. Gaio Valerio Flacco parla del "dolce Imetto" nelle Argonautiche, riferendosi al luogo di origine di alcuni eroi che prendono parte alla spedizione di Giasone nella regione della Colchide per ricercare il vello d'oro.
Anticamente l'Imetto era sacro ad Apollo e a Zeus (Zeus Imezio). Le api dell'Imetto avevano nutrito il piccolo Zeus e il dio, per ricompensa, avrebbe concesso loro il dono di fare il miele migliore. Si diceva anche che dall'Imetto venissero le api che, quando Platone era bambino, si posarono sulle sue labbra, e distillarono sopra il loro miele, come segno prodigioso dell'oratoria squisita che sarebbe uscita dalla sua bocca. 
La leggenda inoltre voleva che all'Imetto ci fossero delle formiche guerriere che custodivano una polvere d'oro.